# Rūnanga Lake
Der Rūnanga Lake ist ein See in der Region Hawke’s Bay auf der Nordinsel von Neuseeland.

## Geographie
Der Rūnanga Lake befindet sich rund 19 km nordwestlich von Hastings. Der See, der eine doppelte S-Form besitzt und nicht über eine Tiefe von 1,7 m hinauskommt, umfasst eine Fläche von rund 1 km² und erstreckt sich über eine Länge von rund 3 km, wenn man seiner Form folgt. Die geografische Ausrichtung des Sees ist Nord-Süd. An seiner breitesten Stelle misst der See rund 650 m.

## Umweltschaden
Der Rūnanga Lake wurde im Frühsommer 1984/1985 als See mit klarem Wasser beschrieben, der eine vielfältige Gemeinschaft an Makrophyten enthielt. Doch im Januar 1985 stellte man fest, dass die Makrophyten vernichtet waren und eine blaue Grünalgenblüte sich im See ausbreitete. Im April 2008 besuchten Wissenschaftler des National Institute of Water and Atmospheric Research den See und stellten fest, dass der See ungeeignet für den Bewuchs mit Unterwasserpflanzen war, da er einen hohen Anteil an Schwebstoffen aufwies. Lediglich Pflanzen wie Typha orientalis, die die Ränder dominierten und Fragmente von Potamogeton crispus wurde dazwischen gefunden. Auch tote Fische konnten im See gesichtet werden.